# Чемпионат России по греко-римской борьбе 1992
Чемпионат России по греко-римской борьбе 1992 года — первый чемпионат России по греко-римской борьбе, который прошёл в октябре в Краснодаре.

## Медалисты
| Категория | Золото                        | Серебро                          | Бронза                        |
| --------- | ----------------------------- | -------------------------------- | ----------------------------- |
| до 48 кг  | Зафар Гулиев Ульяновск        | Сергей Тодышев Алтайский край    | Гела Папашвили                |
| до 52 кг  | Семён Даниелян Краснодар      | Евгений Мыреев Новосибирск       | Рустем Сафин Ульяновск        |
| до 57 кг  | Асаф Гаджиев Санкт-Петербург  | Виталий Селенин Курган           | Александр Ивашкин Ульяновск   |
| до 62 кг  | Сергей Буланов Ростов-на-Дону | Даник Тагиров Татарстан          | Зефер Якушев Ульяновск        |
| до 68 кг  | Павел Шароглазов Омск         | Геннадий Атмакин Мордовия        | Захраб Аббасов Москва         |
| до 74 кг  | Беслан Чагиев Красноярск      | Николай Коваленко Омск           | Андрей Саенко Татарстан       |
| до 82 кг  | Мурад Карданов Краснодар      | Николай Слесарев Мордовия        | Александр Меньщиков Курган    |
| до 90 кг  | Алексей Чеглаков Пермь        | Александр Триандафилов Краснодар | Евгений Попов Алтайский край  |
| до 100 кг | Вадим Прощалыгин Новосибирск  | Олег Паршин Мордовия             | Вячеслав Овчинников Ульяновск |
| до 130 кг | Станислав Матвейчук Барнаул   | Шамиль Кугаев Мордовия           | Вячеслав Овчинников Ульяновск |